# Georg Steinhauser (Radioökologe)

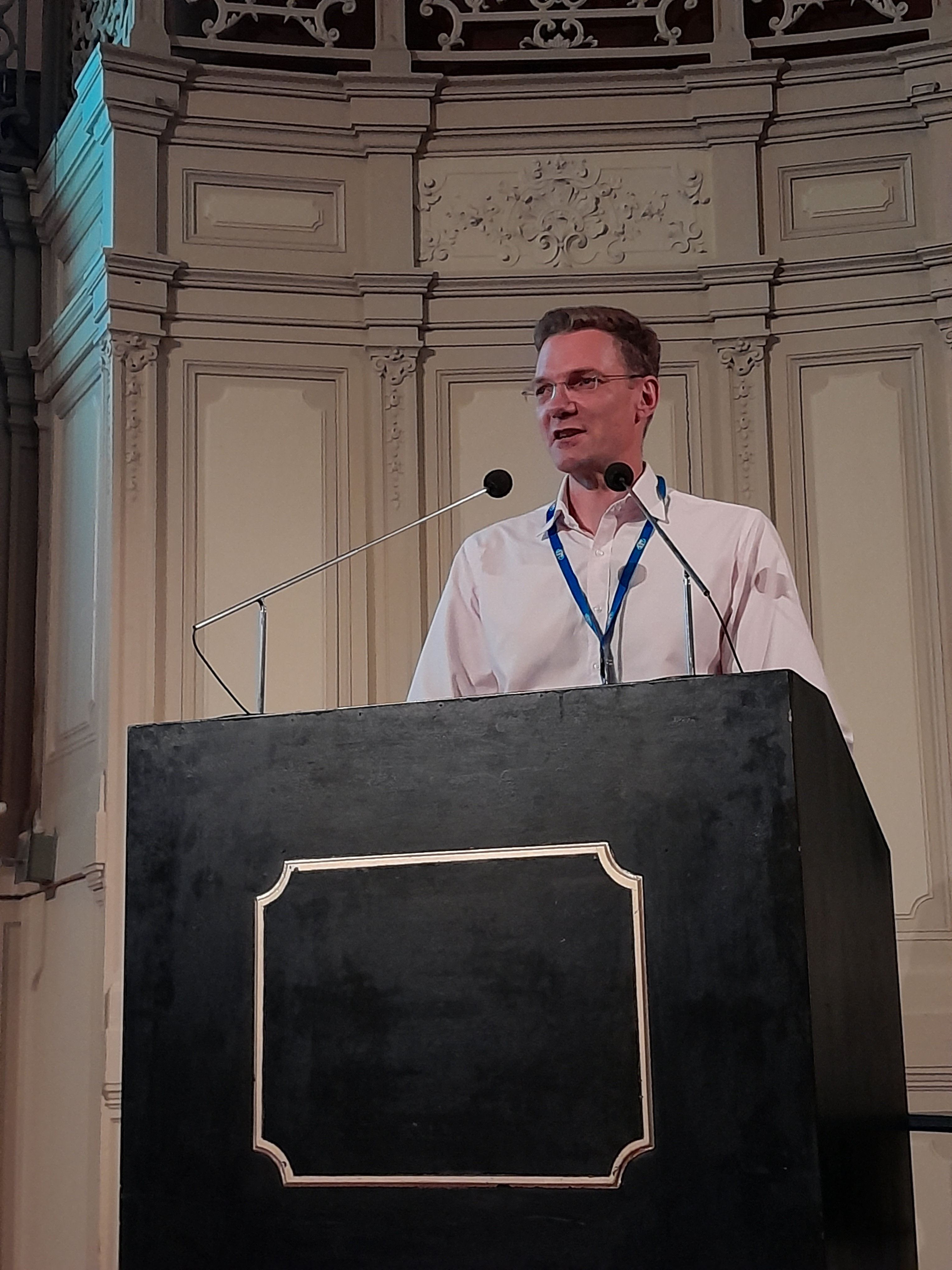
Georg Steinhauser auf dem European Sceptics Congress 2022 in Wien

Georg Steinhauser (* 12. Jänner 1979) ist ein Professor für Radioökologie, welcher sich schwerpunktmäßig mit den ökologischen Auswirkungen der Nuklearkatastrophen in Tschernobyl und Fukushima sowie mit nuklearer Forensik befasst.

## Werdegang
Sein Studium der Chemie an der Universität Wien schloss Steinhauser 2003 mit dem Diplom ab. 2005 promovierte er an der Technischen Universität Wien in Radiochemie. 2007 war er Erwin Schrödinger Fellow in der Arbeitsgruppe von Thomas M. Klapötke an der Ludwig-Maximilians-Universität München. Steinhauser war zehn Jahre im Umfeld des TRIGA Reaktors des Atominstituts der TU Wien tätig, bevor er 2013 einen Ruf an das Department of Environmental and Radiological Health Sciences der Colorado State University annahm. 2015 folgte ein Ruf an die Leibniz Universität Hannover, wo er am Institut für Radioökologie und Strahlenschutz bis 2022 tätig war. Im Oktober 2022 wechselte er an die Technische Universität Wien, wo er als Professor für angewandte Radiochemie tätig ist.
Steinhauser ist Mitglied des Strahlenschutzbeirats des österreichischen Bundesministeriums für Gesundheit. Er ist Mitglied des Vorstands des Arbeitskreises Analytik mit Radionukliden und Hochleistungsstrahlenquellen der Gesellschaft Deutscher Chemiker, sowie Executive Officer der Biology and Medicine Division der American Nuclear Society. Steinhauser ist überdies Editor der Fachzeitschrift Environmental Science and Pollution Research.

## Auszeichnungen
- 2008 Gewinner der Publikumswertung sowie dritter Platz der Jurywertung des Wissenschaftskommunikationswettbewerbs FameLab
- 2010 Bader‐Preis für die Geschichte der Naturwissenschaften der Österreichischen Akademie der Wissenschaften
- 2014 Kardinal‐Innitzer‐Förderungspreis des Theodor‐Körner‐Fonds
- 2016 Stockmeyer Wissenschaftspreis
- 2018 Stiftungspreis der Stiftung Prof. Joachim Lenz[7]

## Publikationen (Auswahl)
- G. Steinhauser, T.M. Klapötke: ‘Green’ Pyrotechnics – a Chemists’ Challenge. In: Angewandte Chemie International Edition 47 (2008) 3330–3347.
- G. Steinhauser: The nature of navel fluff. In: Medical Hypotheses. Band 72, Nr. 6, 1. Juni 2009, S. 623–625, doi:10.1016/j.mehy.2009.01.015.
- O. Masson, A. Baeza, J. Bieringer, K. Brudecki, S. Bucci, M. Cappai, F.P. Carvalho, O. Connan, C. Cosma, A. Dalheimer, D. Didier, G. Depuydt, L.E. De Geer, A. De Vismes, L. Gini, F. Groppi, K. Gudnason, R. Gurriaran, D. Hainz, Ó. Halldórsson, D. Hammond, O. Hanley, K. Holey, Zs. Homoki, A. Ioannidou, K. Isajenko, M. Jankovic, C. Katzlberger, M. Kettunen, R. Kierepko, R. Kontro, P.J.M. Kwakman, M. Lecomte, L. Leon Vintro, A.‐P. Leppänen, B. Lind, G. Lujaniene, P. Mc Ginnity, C. Mc Mahon, H. Malá, S. Manenti, M. Manolopoulou, A. Mattila, A. Mauring, J.W. Mietelski, B. Møller, S.P. Nielsen, J. Nikolic, R.M.W. Overwater, S. E. Pálsson, C. Papastefanou, I. Penev, M.K. Pham, P.P. Povinec, H. Ramebäck, M.C. Reis, W. Ringer, A. Rodriguez, P. Rulík, P.R.J. Saey, V. Samsonov, C. Schlosser, G. Sgorbati, B. V. Silobritiene, C. Söderström, R. Sogni, L. Solier, M. Sonck, G. Steinhauser, T. Steinkopff, P. Steinmann, S. Stoulos, I. Sýkora, D. Todorovic, N. Tooloutalaie, L. Tositti, J. Tschiersch, A. Ugron, E. Vagena, A. Vargas, H. Wershofen, O. Zhukova: Tracking of Airborne Radionuclides from the Damaged Fukushima Dai‐Ichi Nuclear Reactors by European Networks. In: Environmental Science & Technology 45 (2011) 7670–7677.
- G. Steinhauser, K. Buchtela: Gas Ionization Detectors. In: M. F. L’Annunziata (Hrsg.): Handbook of Radioactivity Analysis, Elsevier/Academic Press, 3rd ed., 2012, San Diego, 191–231.
- G. Steinhauser: Fukushima’s forgotten radionuclides: A review of the understudied radioactive emissions. In: Environmental Science & Technology 48 (2014) 4649–4663.
- G. Steinhauser, A. Brandl, T.E. Johnson: Comparison of the Chernobyl and Fukushima nuclear accidents: A review of the environmental impacts. In: Science of the Total Environment, 470–471 (2014) 800–817.
- G. Steinhauser, T. Niisoe, K.H. Harada, K. Shozugawa, S. Schneider, H.‐A. Synal, C. Walther, M. Christl, K. Nanba, H. Ishikawa, A. Koizumi: Post‐accident sporadic releases of airborne radionuclides from the Fukushima Daiichi nuclear power plant site. In: Environmental Science & Technology 49 (2015) 14028–14035.
- B.L. Rosenberg, K. Shozugawa, G. Steinhauser: Rapid detection of fuel release in a nuclear accident: a method for preconcentration and isolation of reactor‐borne 239Np using ion‐specific extraction chromatography. In: Analytical Chemistry 87 (2015) 8651–8656.
- S. Merz, K. Shozugawa, G. Steinhauser: Analysis of Japanese radionuclide monitoring data of food before and after the Fukushima nuclear accident. In: Environmental Science & Technology, 49 (2015) 2875–2885.
- G. Steinhauser, A. Koizumi: Fukushima – fünf Jahre danach. In: Physik Journal 15 (2016) 39–43.
- J.M. Welch, D. Müller, C. Knoll, M. Wilkovitsch, G. Giester, J. Ofner, B. Lendl, P. Weinberger, G. Steinhauser: Picomolar traces of AmIII introduce drastic changes in the structural chemistry of TbIII: a break in the “gadolinium break”. In: Angewandte Chemie International Edition, 56 (2017) 13264–13269.
- D. Müller, C. Knoll, A. Herrmann, J.M. Welch, W. Artner, J. Ofner, B. Lendl, G. Giester, P. Weinberger, G. Steinhauser: Azobis[tetrazolide]‐Carbonates of the Lanthanides – Breaking the Gadolinium Break. In: European Journal of Inorganic Chemistry 2018/19 (2018) 1969–1975.
- W. Bu, Y. Ni, G. Steinhauser, W. Zheng, J. Zheng, N. Furuka: The role of mass spectrometry for radioactive contamination assessment after the Fukushima nuclear accident. In: Journal of Analytical Atomic Spectrometry 33 (2018) 519–546.

## Trivia
Neben seiner Tätigkeit als Radiochemiker beschäftigte sich Steinhauser in einem dreijährigen Forschungsprojekt mit der Entstehung und Zusammensetzung von Bauchnabelfusseln. So bestimmte er im Selbstversuch aus 500 Proben eine mittlere Masse von 1,82 mg pro Fussel. Die schuppige Struktur der Bauchhaare führt laut Steinhauser zu einer Abschabung von Kleidungsmaterial, das sich dann im Bauchnabel sammelt. Die Publikation in Medical Hypotheses wurde von Science zum „instant classic“ erklärt.